# یولوستو (آردانوچ)
یولوستو (به ترکی استانبولی: Yolüstü) یک منطقهٔ مسکونی در ترکیه است که در آردانوچ واقع شده‌است. یولوستو ۲۰۹ نفر جمعیت دارد.